# تاوروليدين
تاوروليدين (Taurolidine) بمثابة مضاد حيوي ومضاد للذيفان الداخلي مع مجموعة واسعة من النشاط ضد البكتيريا إيجابية وسلبية الغرام الفطريات، كذلك مضاد للميكروبات ومضاد لعديد السكاريد الشحمي.
له الصيغة العامة ([bis(1,1-dioxoperhydro-1,2,4-thiadiazinyl-4)-methane)، مشتق من الحمض الأميني تاورين (taurine).
وقد استخدم تاوروليدين لعلاج المرضى مع التهاب الصفاق وبصفته عامل antiendoxic في المرضى الذين يعانون من متلازمة الاستجابة الالتهابية الجهازية. وهو من مضادات الميكروبات الحية المسببة للإنتان البطني الحاد والتهاب الصفاق.
لالتهابات الشديدة الجراحية واستخدامها في جراحة الأورام
تاوروليدين تنشط ضد طائفة واسعة من الكائنات الحية الدقيقة التي تشمل البكتيريا إيجابية الجرام، البكتيريا سالبة الجرام، الفطريات، mycobateria وأيضا البكتيريا التي تقاوم المضادات الحيوية المختلفة مثل MRSA، VISA VRSA ORSA VRE.

## الاستعمال الطبي
- يُستخدم لعلاج مرضى التهاب الصفاق.
- المرضى الذين يعانون من متلازمة الاستجابة الالتهابية الجهازية.
- كذلك يوضح بعض خصائص مضادة للورم، مع نتائج إيجابية في التحقيقات السريرية في المراحل المبكرة باستخدام الدواء لعلاج أورام الجهاز الهضمي الخبيثة والجهاز العصبي المركزي.
- للوقاية من العدوى المرتبطة بالقسطرة الوريدية المركزية. لكن الأدلة الحالية ير كافية لتبرير الاستخدام الروتيني.

## آلية التأثير
تفيد التقارير بكونه له عمل مُعَدِّلٌ مَناعِيّ حيث يتوسط آلية برمجة وتفعيل البلاعم والكريات البيض المفصصة النوى.

## الآثار الجانبية
لم يتم تحديد أي آثار جانبية جهازية. كما تم تأكيد سلامة تاوروليدين في الدراسات السريرية مع إعطاء في الوريد لجرعات عالية طويلة الأجل (تصل إلى 20 غرام يوميا).
قد يسبب تشنج قصبي، سعال، حرقة خفيفة في الحلق.

## محلول تأمين القسطرة في غسيل الكلى (HD)
مزيج من taurolidine مع سترات مضادة للتخثر (4٪) والهيبارين (500IU/ مل) قد يساعد على تقليل حدوث وقوع الالتهابات المتعلقة بقسطرة مجرى الدم (CRBSI) في مرضى غسيل الكلى (HD).

## تحذيرات
- ينبغي إعطاء جرعة أولية للاختبار.
- يُنصح الحذر في القصور الكلوي.